# Archäologisches Museum Patras
Das Archäologische Museum Patras (griechisch Αρχαιολογικό Μουσείο Πατρών) liegt in der griechischen Hafenstadt Patras. Es ist nach dem Akropolismuseum in Athen das größte archäologische Museum Griechenlands. Der moderne Neubau von Architekt Theofanis Bobotis wurde 2009 offiziell eröffnet. Die Ausstellungsfläche nimmt 2.600 m² ein. Gezeigt werden Funde aus dem 4. Jahrtausend v. Chr. bis zum 4. Jhd. Die Exponate stammen aus der Stadt Patras, sowie aus dem südlichen und westlichen Achaia. Berühmte Ausstellungsobjekte sind die Sammlung von Bodenmosaiken, mit einer Fläche von 300 m² und der geschmückte Schädel eines Mädchens von 300 v. Chr.

## Geschichte des Museums
Ende des 19. und Anfang des 20. Jhd. wurde verschiedene Gebäude der Gemeinde Patras dazu genutzt, Antikes aus der Region unterzubringen. Pläne ein offizielles Museum einzurichten, wurden jedoch nicht umgesetzt. 1934 wurde die Archäologische Sammlung im Erdgeschoss des Rosinenhändlers I. Karamandani untergebracht. Er spendete sein Haus 1942 dem Archäologischen Dienst. Für 10 Jahre musste das Gebäude mit der Stadtbibliothek geteilt werden. Ab 1960 begannen Kuratoren die Ausstellungen auszubauen. Die Unterbringung in dem kleinen denkmalgeschützten Gebäude, entsprach zunehmend nicht mehr den Anforderungen. Ein neues Museum war seit Jahrzehnten eine Vision, doch sollte das bisherige Haus noch bis zum Februar 2008 als Museum fungieren.
Die Umsetzung zu einem Neubau begann 1984, als das aktuelle Gelände von 17 Hektar für ein zukünftiges Museum auserkoren wurde. Das Grundstück liegt im Norden der Stadt, an der Neuen Nationalstraße nach Athen. 1991 und noch einmal 2000 liefen Architekturwettbewerbe, bei denen die Wahl schließlich auf Theofanis Bobotis fiel. Der Bau begann fünf Jahre später. Ursprünglich war die Eröffnung des Museums für 2006 geplant, als Patras Kulturhauptstadt Europas war. Der Eröffnungstermin wurde allerdings auf 2007 verschoben – zunächst. Die Verzögerung offenbare die Unfähigkeit zu planen und zu organisieren und den Mangel an Geld, hieß es. Auf die Beschwerde, dass das öffentliche Investitionsprogramm des Kulturministeriums um 40 % gekürzt wurde, wurde nicht eingegangen. Premier- und Kulturminister Konstantinos Karamanlis wurde aufgefordert, sein Versprechen einzuhalten, den Kulturhaushalt um 7 Millionen Euro aufzustocken, weil für Betriebskosten, Gehälter, Veranstaltungen usw. über 30 Millionen Euro zusammenkämen. Ob das Versprechen Infrastruktur zu schaffen eingehalten werden würde, war ungewiss. Verantwortungen wurden bestritten, Schuldzuweisungen hin- und hergeschoben.
Vier Monate vor der Eröffnung in 2009 wies die Ausstattung des Museums noch zahlreiche Mängel auf. Die unbenutzten Böden waren rissig. Die Präsentation der Mosaike optisch ungeeignet, ebenso wie die Vitrinen der Antike. Die geplante Begrünung zur Abgrenzung der benachbarten Tankstelle fehlte. Zudem fehlte es an notwendigen Archäologen, um Informationstexte zu erstellen. Insbesondere in diesen letzten Monaten wurden große Anstrengungen unternommen.
Am 24. Juli 2009 wurde das Museum schließlich vom Kulturminister Antonis Samaras eingeweiht. Indessen nicht das ganze Museum, weil die Ausstellungshalle des Öffentlichen Lebens noch nicht fertig gestellt war. Damals war geplant, dass sie im Herbst des Jahres eröffnet wird. Im Rahmen der Museums-Eröffnung kündigte der Kulturminister den Bau eines geplanten Kulturparks für die Bürger an. Während der Eröffnung, veranstalteten Arbeiter und ehemalige Auftragnehmer des Kulturministeriums eine Protestkundgebung vor dem Museum. Sie forderten u. a. die Abschaffung von 24-Monats-Verträgen.
Nach offiziellen Angaben aus dem Jahr 2009, belief sich das endgültige Budget des Neubaus auf 21,5 Millionen Euro. Bereits im Eröffnungsjahr erreichte das Museum monatliche Besucherzahlen von 20.000 Personen, was die Investitionen rechtfertige. Die Ausstellungshalle des Öffentlichen Lebens konnte aus Finanzgründen schließlich erst am 21. Juli 2011 eröffnet werden.
2014 fand eine Vereinigung der Ephorate of Antiquities (deutsch ungefähr Amt für Altertümer) in ganz Griechenland statt. Das schaffte für das Archäologische Museum neue Möglichkeiten. Die Besucherzahlen stiegen von rund 19.000 (2015) auf über 26.000 (2018). Die Strategie ist darauf ausgelegt, das Museum in die lokale Gemeinschaft zu integrieren und um eine pädagogische Dimension zu erweitern.
Finanziert wurde das Projekt des neuen Archäologischen Museums von der Europäischen Union, im Rahmen des dritten griechischen Community Support Framework (CSF) in den Jahren 2000 bis 2006, im Sektor Umwelt und Kultur.

## Architektur
Aus der Ferne betrachtet, scheint das Gebäude von Theofanis Bobotis der nahegelegenen Bergkette Panachaikos zu folgen. Die geraden Linien der Wände stehen im Kontrast zur titanbeschichteten Kuppel. Von weitem dominiert die 8,5 m hohe Kuppel mit ihren 24 m Durchmesser. Während der Rest des Areals von Grünflächen bedeckt ist, umgibt die Kuppel ein 500 m² großes Wasserbecken. Dieser künstliche See verbindet den modernen Bau mit dem Element Wasser, wodurch auf die Beziehung der Stadt Patras zum Meer verdeutlicht wird.

“Βασικός στόχος ήταν η δημιουργία ενός κελύφους, το οποίο δεν θα ανταγωνίζεται τα εκθέματα.”

„Das Hauptziel war es, eine Hülle zu schaffen, die nicht mit den Exponaten konkurrieren würde.“

Das Gebäude zeichnet sich durch seine schlichte Form aus. Geomatrisch gesehen, besteht der Bau aus Prismen, mit einer maximalen Höhe von 14 m. Neben der Kuppel überragt ein titanbeschichteter Baldachin den Eingang. Die Außenmauern sind mit Marmorplatten bekleidet, was an ein dorisches Mauerwerk erinnern mag. Die Grundfläche des Gebäudes beträgt knapp unter 6.000 m², wovon die Ausstellungsflächen 2.600 m² einnehmen.
Der moderne Grundriss enthält drei Hauptsäle für die Dauerausstellungen und einen vierten Raum für Sonderausstellungen. Die Kuppel beherbergt ein Amphitheater, in dem kulturelle Veranstaltungen abgehalten werden, z. B. Gedichtlesungen Vorträge von professionellen Wissenschaftlern, Filmfestivals.
Ein Gesichtspunkt bei der Gestaltung war, dass die Objekte im Mittelpunkt stehen. Architekt Bobotis versteht die Ansprüche an einen Museumsbau so, dass nicht nur Exponate präsentiert werden müssen, sondern auch den Besuchern die Aktivitäten erleichtert werden sollen.

“Ο επισκέπτης μπορεί να δημιουργήσει την προσωπική του διαδρομή προσεγγίζοντας επιστημονικά αλλά και συναισθηματικά τα εκθέματα […]”

„Der Besucher kann sich seinen persönlichen Weg gestalten, indem er sich den Exponaten wissenschaftlich und emotional nähert […]“

Hohe Fenster ermöglichen eine Kombination von natürlichem und künstlichem Licht. In den Ausstellungsräumen dominiert eine weiße Anmutung von Metall, Holz und Glas. Alle Ausstellungsräume sind ebenerdig oder über einen Aufzug erreichbar.

## Ausstellungsbereiche
Das Museum als Gebäude ist „der Kontaktpunkt zwischen der aktuellen und der vergangenen Kultur“, wie es Architekt Theofanis Bobotis sagt. Gezeigt werden sowohl Dauer– als auch Sonderausstellungen. Die Dauerausstellung wurde vom Wissenschaftsausschuss des Ministeriums für Kultur und Sport konzipiert und 2011 fertiggestellt. 2015 wurde eine virtuelle Ausstellung mit 3D-Exponaten und Informationen installiert, die über Info-Kioske in den Räumen des Museums abrufbar sind.

### Halle des Privaten Lebens
Die hiesigen Objekte umfassen eine Zeitspanne von 3000 v. Chr. bis 400 n. Chr., hernach von der Vorgeschichte bis in die spätrömische Zeit.
Die Halle des Privaten Lebens zeigt Museumsstücke aus dem Alltag von Stadt- und Siedlungsbewohnern. Über eine Gesamtfläche von 160 m² sind ein römisches Bürgerhaus und ein Bauernhaus nachgebildet. Ausgestellt sind mykenische Keramik, römische Glaswaren, Schaustücke aus Werkstätten und industrieller Fertigung, weiterhin Kleidung, Schmuck, und Objekte der Körperpflege.
Sowohl am Boden als auch an den Wänden werden Mosaikböden aus Häusern von Patras präsentiert. Das größte Mosaik hat eine Fläche von 70 m². Die Motive sind vielfältig und bewegen sich um Themen aus Mythologie und Natur, umrahmt mit geometrischen Mustern. Eine Galerie ermöglicht einen Überblick auf die großflächigen Bodenmosaike.

### Halle des Öffentlichen Lebens

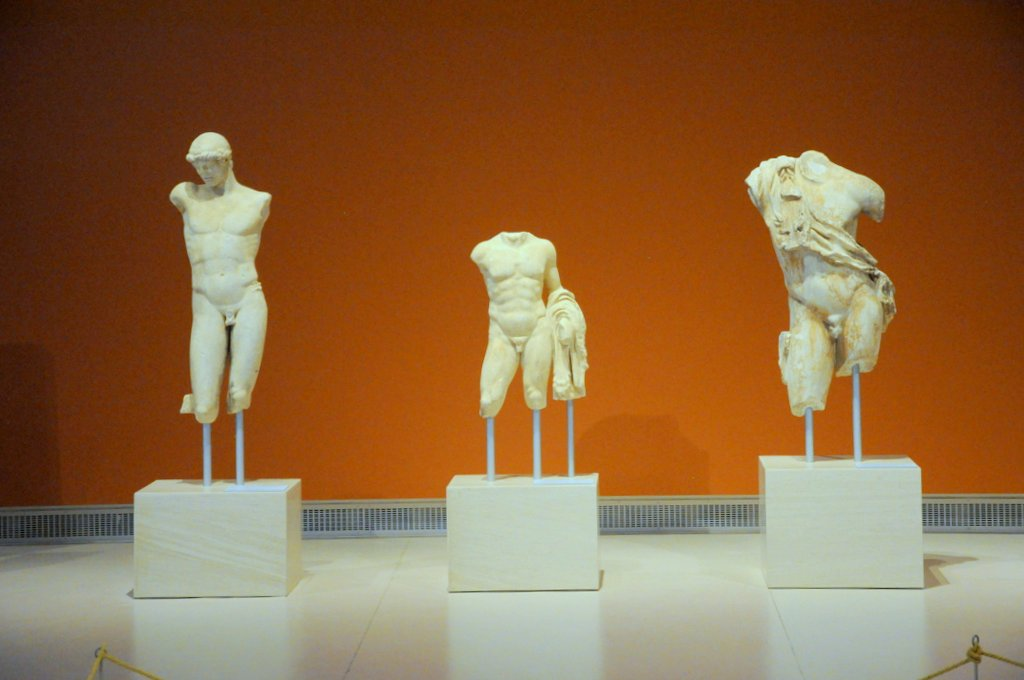
Marmorstatuen aus römischen Villen in Patras, ab 450 v. Chr.

Die Halle des Öffentlichen Lebens zeigt das öffentliche Leben der Bewohner von West-Achaia und Patras im Zeitraum ab 1500 v. Chr. bis 400 n. Chr.
Auch wenn die Bodenmosaike hier fortgesetzt werden, zeigt diese Halle öffentliche Gebäude und Infrastruktur der Stadt, wie Sanitäranlagen, Straßen- und Brückenbau. An der Darstellung eines Aquädukts, lässt sich die administrative Organisation der Stadt ablesen. Ausschlaggebende Themen sind Verwaltungsformen, Krieg, Handel, Seefahrt und soziale Schichten. Darüber hinaus die Lebensbereiche Religion und Unterhaltung der Einwohner, u. a. Musik, Sport, Kunst und Literatur. Sechzig Marmorstatuen von Göttern und römischen Beamten verkörpern das soziale Leben. Das Museum zeigt hier Waffensets aus der Provinz Patras.

### Nekropole
In der dritten Halle, der Nekropole, geht es auf einer Fläche von 500 m² um Glaubensvorstellungen und Zeremonien um das Thema Tod und Bestattungsbräuche historischer Zeiten.
Die Friedhofsfunde aus der Umgebung stammen aus der mykenischen bis in die spätrömische Zeit. Über 40 mykenischen Friedhöfe wurden der Gegend gefunden. Sie sind reich dekoriert, was den Wohlstand der Gegend seit den frühen mykenischen Jahren zeigt.
Die Nachbildungen von Grabstätten zeigen die Gepflogenheiten der jeweiligen Epoche. Als Beispiel für Friedhofsarchitektur wird eine Grube mit vier teils dekorierten Sarkophagen im Museum so präsentiert, wie sie in der archäologischen Ausgrabung aufgefunden wurde. Ein mykenisches, geschnitztes Grab wurde rekonstruiert, ebenso wie ein großes Grabdenkmal aus der Römerzeit.
In der Antike im Allgemeinen und im alten Patras im Speziellen wurden Feuerbestattungen häufig praktiziert, was verschiedenen Arten von Urnen verdeutlichen. Weitere Zeugen der Bestattungskultur sind reichhaltige Grabbeigaben des 2. Jhd. ausgestellt, wie Schmuck, Glaswaren und Trauerkränze aus hochwertigen Materialien.

## Exponate
Die Fundstücke im Museum stammen größtenteils aus Ausgrabungen, die seit Anfang des 20. Jhd. vorgenommen wurden. Das Museum zeigt Objekte aus dem 4. Jahrtausend v. Chr. bis zum 4. Jhd. n. Chr. Die Funde stammen aus der Stadt Patras, sowie aus dem südlichen und westlichen Achaia. Die Mykenische Kultur und die Periode des römischen Reichs sind durch zahlreiche Exponate vertreten. Glasvasen zeugen vom hohen technischen Können. Die Ausstellungsobjekte sprechen für ein friedliches Miteinander zwischen den verschiedenen Völkern im Zeitraum von 200 und 300 n. Chr.
Verschiedene Exemplare wurde zeitweise ans Ausland verliehen, nach Japan, Deutschland und USA.

### Schädel eines Mädchens mit Blumenkranz

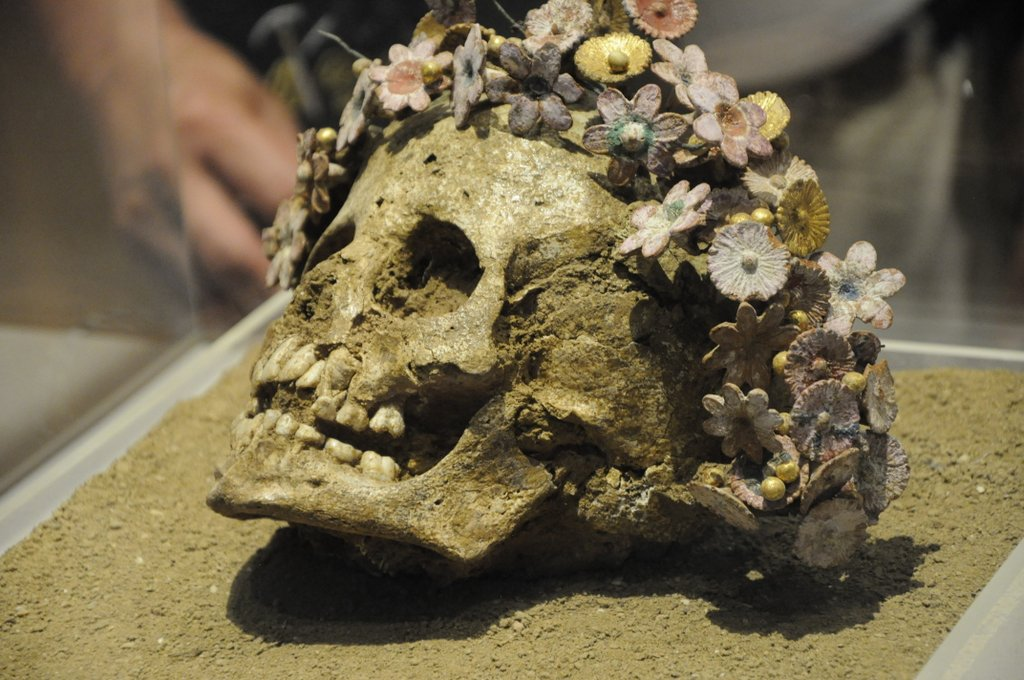
Schädel eines Mädchens mit Blumenkranz

Umringt von ähnlichen Ausstellungsstücken, liegt ein oft als anrührend beschriebenes Exponat: der Schädel eines Mädchens mit Blumenkranz. Sein Alter wird auf 300 bis 275 v. Chr. geschätzt. Der Schädelknochen weist Schäden auf, von denen nicht bekannt gegeben ist, ob sie posthum entstanden sind.
Der Kranz besteht aus Bronzedrähten, verziert mit vergoldeten, farbigen Ton-Blüten. Neben der bekannten hellenistischen roten Glasur, scheinen die Farben Rosa, Blau und Grün nach dem Brennen aufgetragen zu sein. Bei dieser Bestattung wird aufgrund der reichhaltigen Grabbeigaben, auf eine wohlhabende Familie geschlossen. Eventuell ein Aristokrat der mazedonischen Elite, ein Soldat, aus den Feldzügen Alexanders des Großen.
Ein Ausstellungsstück, das zum Nachdenken über die Totenruhe im musealen Kontext anregt.

### Auswahl an Exponaten
- Die größte Sammlungen von Mosaikböden in Griechenland, mit mehr als 300 m²[21]
- Die weltweit größte Sammlung einer Gattung mykenischer Schwerter[17]
- Grab eines mykenischen Krieger-Offiziers von Portes,[29] mitsamt Ausrüstung, die den sozialen Status verrät.[4]
- Mykenische Keramikbecher, die mit einer Folie überzogen sind, um den Anschein von Metall zu erwecken.[4]
- Marmorstatue der Jungfrau Athene aus der Römerzeit. Als Vorlage diente damals eine Elfenbeinstatue aus dem Parthenon vom Bildhauer Phidias.[29]
- Reliefs und um beschriftete Grabsteine von Gladiatoren. Diese Stücke wurden während der Zwangsschließung wegen der COVID-19-Pandemie hinzugefügt.[30]